# Circuito Nacional de Regatas de la Clase Snipe
El Circuito Nacional de Regatas de la Clase Snipe es un conjunto de competiciones de vela para embarcaciones de la clase internacional Snipe que se disputa en España desde 2016, organizado por la Asociación Española de la Clase Internacional Snipe -SCIRA España-. Incluye el Campeonato de España, la Copa de España, el Campeonato Ibérico y varias pruebas más repartidas entre las diferentes flotas españolas. Con los resultados obtenidos en todas las pruebas que lo componen se elabora el ranking nacional de regatistas de la clase. 

## Historia
La Asociación Española de la Clase Internacional Snipe (AECIS) creó el circuito en 2016 con el objetivo de conseguir motivar a la mayoría de los asociados a desplazarse para navegar con otras flotas. Se incluyen siempre las competiciones más importantes, como son el Campeonato de España y la Copa de España; el Campeonato Ibérico; las competiciones continentales de carácter abierto que se celebren en España esa temporada; y otras regatas que elige anualmente la junta directiva de la AECIS.

## Palmarés
| 2016                                      |                                                  |                                                                  |
| Campeonato de España                      | Club Náutico de Ciudadela                        | Rayco Tabares y Gonzalo Morales Quintana                         |
| Copa de España                            | Real Club Náutico de Vigo                        | Jordi Triay y Lluis Mas                                          |
| Trofeo Su Majestad el Rey                 | Real Club Mediterráneo                           | Álvaro Martínez Iribarne y Gabriel Utrera Thompson               |
| Memorial Rafael Sanz                      | Real Club Marítimo de Santander                  | Enrique García De Soto Lastra y César Arrarte                    |
| Memorial Carlos del Castillo              | Real Club Astur de Regatas                       | Martín Bermúdez de la Puente Gallego y Ángela Pumariega          |
| Trofeo San Roque                          | Real Club de Regatas de Galicia                  | Juan Cajade y Alexandre Tinoco                                   |
| Trofeo Sol de Oro                         | Club de Mar de Almería                           | Antolín Alejandre de Oña y Francisco Martin-Lagos                |
| Trofeo Cartagineses y Romanos             | Real Club de Regatas de Cartagena                | Pablo Garcia Meca y Lucas Rodríguez                              |
| Trofeo Armada Española                    | Real Club de Regatas de Santiago de la Ribera    | José María Guerrero Macías y Francisco Martin-Lagos              |
| 2017                                      |                                                  |                                                                  |
| Campeonato de España                      | Real Club Marítimo de Santander                  | Antonio López Montoya y Gregorio Belmonte Cuenca                 |
| Copa de España                            | Real Club Mediterráneo                           | Rayco Tabares y Gonzalo Morales                                  |
| Campeonato Ibérico                        | Real Club Astur de Regatas                       | Marcos Míguez González y José Ramón Pardo Galdo                  |
| Trofeo Las Anclas                         | Escuela Naval Militar                            | Gustavo del Castillo y Rafael del Castillo                       |
| Trofeo Sol de Oro                         | Club de Mar de Almería                           | Raúl de Valenzuela Santaella y Antolín Alejandre de Oña          |
| Trofeo San Roque                          | Real Club de Regatas de Galicia                  | Martín Bermúdez de la Puente Gallego y Ángela Pumariega          |
| Trofeo Cartagineses y Romanos             | Real Club de Regatas de Cartagena                | Tomas García Bernal y Julio González Bas                         |
| Trofeo Armada Española                    | Real Club de Regatas de Santiago de la Ribera    | Francisco Sánchez Ferrer y Marina Sánchez Ferrer                 |
| Copa de Canarias                          | Real Club Náutico de Tenerife                    | Gustavo del Castillo y Héctor Acevedo                            |
| Campeonato de las Islas Canarias          | Real Club Náutico de Gran Canaria                | Alfredo González González y Cristian Sánchez Barreto             |
| Trofeo Ciudad de Ibiza                    | Club Náutico de Ibiza                            | Jordi Triay y Arturo Barranco                                    |
| Campeonato de las Islas Baleares          | Club Marítimo de Mahón                           | Damián Borrás y Sara Franceschi                                  |
| Regata Audax Marina                       | Real Club Náutico de Palma                       | Gonzalo Crivello y Cecilia Granucci                              |
| Semana Olímpica Canaria de Vela           | Real Club Náutico de Gran Canaria                | Alfredo González González y Cristian Sánchez Barreto             |
| 2018                                      |                                                  |                                                                  |
| Campeonato de España                      | Real Club de Regatas de Santiago de la Ribera    | Gustavo del Castillo y Rafael del Castillo                       |
| Copa de España                            | Real Club Astur de Regatas                       | Gustavo del Castillo y Rafael del Castillo                       |
| Campeonato Ibérico                        | Clube Náutico dos Oficiais e Cadetes da Armada   | Tiago Roquette y Tiago Morais                                    |
| Torneio Internacional de Vela do Carnaval | Clube Internacional da Marina de Vilamoura       | Mafalda Pires de Lima y Francisco Maia                           |
| The Oseberg Challenge                     | Real Club Náutico de Motril                      | Tiago Roquette y Tiago Morais                                    |
| Trofeo Las Anclas                         | Escuela Naval Militar                            | Juan Cajade y Alexandre Tinoco                                   |
| Gran Trofeo Valencia                      | Real Club Náutico de Valencia                    | Tiago Roquette y Dries Crombe                                    |
| Trofeo Sol de Oro                         | Club de Mar de Almería                           | Alejandro Fresneda Arqueros y Javier López Fernández             |
| Memorial Rafael Sanz                      | Real Club Marítimo de Santander                  | Fernando Pereda y Santiago Fiochi                                |
| Trofeo Armada Española                    | Real Club de Regatas de Santiago de la Ribera    | Juan Manuel Barrionuevo y Alejandro Díaz Ortuño                  |
| Campeonato de Menorca                     | Club Marítimo de Mahón                           | Damián Borrás y Sara Franceschi                                  |
| Trofeo Ciudad de Ibiza                    | Club Náutico de Ibiza                            | Hugo Ramón Froye y Ángela Pumariega                              |
| Copa de las Islas Canarias                | Real Club Náutico de Tenerife                    | Gustavo del Castillo y Rafael del Castillo                       |
| Semana Olímpica Canaria de Vela           | Real Club Náutico de Gran Canaria                | Gustavo del Castillo y Gonzalo Morales Quintana                  |
| 2019                                      |                                                  |                                                                  |
| Campeonato de España                      | Real Club Náutico de La Coruña                   | Gustavo del Castillo Palop y Rafael del Castillo Palop           |
| Copa de España                            | Real Club Marítimo de Marbella                   | Agustín Zabalúa y Louis Moysan                                   |
| Campeonato Ibérico                        | Real Club Náutico de Madrid                      | Martín Bermúdez de la Puente Gallego y Ángela Pumariega          |
| Campeonato del Sur de Europa              | Club Naval de Cascaes                            | Ricardo Fabini y Florencia Parnizari                             |
| The Oseberg Challenge                     | Real Club Náutico de Motril                      | Álvaro Martínez Iribarne y Marina Casado López                   |
| Memorial Cholo Armada                     | Real Club Náutico de Vigo                        | Bruno Javier Gago Torrado y César Conde Fructuoso                |
| Trofeo Las Anclas                         | Escuela Naval Militar                            | Bruno Javier Gago Torrado y César Conde Fructuoso                |
| Gran Trofeo Valencia                      | Real Club Náutico de Valencia                    | Gustavo del Castillo y Rafael del Castillo                       |
| Memorial Rafael Sanz                      | Real Club Marítimo de Santander                  | David Solana Curto y Javier Gutiérrez García                     |
| Memorial Carlos del Castillo              | Real Club Astur de Regatas                       | Jaime Álvarez-Hevia Urdangaray e Ignacio Braña Suárez            |
| Trofeo Cartagineses y Romanos             | Real Club de Regatas de Cartagena                | Agustín Zabalúa y Louis Moysan                                   |
| Trofeo Armada Española                    | Real Club de Regatas de Santiago de la Ribera    | Damián Borrás y Sara Franceschi                                  |
| 2020                                      |                                                  |                                                                  |
| Campeonato de España                      | Real Club Náutico de Vigo                        | Gustavo del Castillo Palop y Rafael del Castillo Palop           |
| Trofeo Su Majestad el Rey                 | Real Club Mediterráneo                           | Marta Hernández de la Higuera y Julia Marfil Daza                |
| Memorial Carlos del Castillo              | Real Club Astur de Regatas                       | Gustavo del Castillo Palop y Juan Deben Tiscar                   |
| Trofeo Sol de Oro                         | Club de Mar de Almería                           | Agustín Zabalúa y Louis Moysan                                   |
| Trofeo Aniversario                        | Real Club Náutico de Cádiz                       | José María Guerrero Macías y Juan Luis Granados Sardi            |
| Campeonato de las Islas Baleares          | Club Marítimo de Mahón                           | Damián Borrás y Sara Franceschi                                  |
| 2021                                      |                                                  |                                                                  |
| Campeonato de España                      | Real Club Náutico de Gran Canaria                | Gustavo del Castillo Palop y Rafael del Castillo Palop           |
| Copa de España                            | Club Náutico Los Nietos                          | Francisco Sánchez Ferrer y Marina Sánchez Ferrer                 |
| Campeonato Ibérico                        | Club de Vela Atlántico                           | Víctor Pérez Campos y Juan Carlos Serrano Pellicer               |
| Campeonato del Sur de Europa              | Real Club Náutico de Vigo                        | Martín Bermúdez de la Puente Gallego y Ángela Pumariega Menéndez |
| Trofeo Su Majestad el Rey                 | Real Club Mediterráneo                           | Rafael Díaz Soria y Rocío Fernández Jordán                       |
| Campeonato de las Islas Baleares          | Real Club Náutico de Palma                       | Víctor Pérez Campos y Juan Carlos Serrano Pellicer               |
| Trofeo Las Anclas                         | Escuela Naval Militar                            | Miguel Rodríguez de Jesús Torres y Miguel Rodríguez de Jesús     |
| Gran Trofeo Valencia                      | Real Club Náutico de Valencia                    | Sergio Luis Barrionuevo Vallejo y Federico Gálvez Cañadas        |
| Trofeo San Isidro                         | Real Club Náutico de Madrid                      | Víctor Pérez Campos y Juan Carlos Serrano Pellicer               |
| Trofeo Sol de Oro                         | Club de Mar de Almería                           | Jordi Triay y Marta Hernández de la Higuera                      |
| Trofeo Ciudad de La Coruña                | Real Club Náutico de La Coruña                   | Jaime de Miranda Osset y Juan García-Tizón Dans                  |
| Memorial Carlos del Castillo              | Real Club Astur de Regatas                       | Martín Bermúdez de la Puente Gallego y Ángela Pumariega Menéndez |
| Trofeo Aniversario Flota Snipe Cádiz      | Club Deportivo Flota Snipe de Cádiz              | Fabio Bruggioni y Luca Rosa Bruggioni                            |
| Trofeo Juan Manuel Alonso-Allende         | Real Club Marítimo del Abra y Real Sporting Club | Tomás Trueba Algorta y Javier Amondarain Urdanpilleta            |
| Trofeo Cartagineses y Romanos             | Real Club de Regatas de Cartagena                | Martín Bermúdez de la Puente Gallego y Antonio Ros Pujante       |
| Trofeo Armada Española                    | Real Club de Regatas de Santiago de la Ribera    | Pablo Fresneda Arqueros y Martín Fresneda Gázquez                |
| 2022                                      |                                                  |                                                                  |
| Campeonato de España                      | Real Club Náutico de Palma                       | Víctor Pérez Campos y Enric Noguera                              |
| Copa de España                            | Real Club Náutico de Cádiz                       | Alfredo González González y Cristian Sánchez                     |
| Campeonato Ibérico                        | Real Club Náutico de Vigo                        | Víctor Pérez Campos y Enric Noguera Serra                        |
| The Oseberg Challenge                     | Real Club Náutico de Motril                      | Alejandro Fresneda Arqueros y Javier López Fernández             |
| Trofeo Su Majestad el Rey                 | Real Club Mediterráneo                           | Martín Bermúdez de la Puente Gallego y Ángela Pumariega Menéndez |
| Trofeo Las Anclas                         | Escuela Naval Militar                            | Marcos Míguez González y Luca Rosa Bruggioni                     |
| Trofeo San Isidro                         | Real Club Náutico de Madrid                      | Víctor Pérez Campos y Luca Rosa Bruggioni                        |
| Trofeo Sol de Oro                         | Club de Mar de Almería                           | Pablo Fresneda Arqueros y Martín Fresneda Gázquez                |
| Memorial Carlos del Castillo              | Real Club Astur de Regatas                       | Martín Bermúdez de la Puente Gallego y Ángela Pumariega Menéndez |
| Trofeo Melilla Ciudad del Deporte         | Real Club Marítimo de Melilla                    | Pablo Fresneda Arqueros y Martín Fresneda Gázquez                |
| Trofeo Juan Manuel Alonso-Allende         | Real Club Marítimo del Abra y Real Sporting Club | Ricardo Fabini y Laura Morata                                    |
| Trofeo Cartagineses y Romanos             | Real Club de Regatas de Cartagena                | Martín Bermúdez de la Puente Gallego y Ángela Pumariega Menéndez |
| Trofeo Levante                            | Real Club Náutico de Valencia                    | Martín Bermúdez de la Puente Gallego y Ángela Pumariega Menéndez |
| Trofeo Armada Española                    | Real Club de Regatas de Santiago de la Ribera    | Manu Hens y Alexandre Tinoco do Amaral                           |
| 2023                                      |                                                  |                                                                  |
| Campeonato de España                      | Real Club Marítimo del Abra y Real Sporting Club | Víctor Pérez Campos y Luca Rosa Bruggioni                        |
| Copa de España                            | Real Club de Regatas de Santiago de la Ribera    | Francisco Sánchez Ferrer y Marina Sánchez Ferrer                 |
| Campeonato Ibérico                        | Club Naval de Cascaes                            | Henrique Brites y João Pontes                                    |
| Copa de Canarias                          | Real Club Náutico de Gran Canaria                | Gustavo del Castillo Palop y Rafael del Castillo Palop           |
| The Oseberg Challenge                     | Real Club Náutico de Motril                      | Alejandro Fresneda Arqueros y Javier López Fernández             |
| Trofeo Su Majestad el Rey                 | Real Club Mediterráneo                           | Pablo Fresneda Arqueros y Bárbara Brotons                        |
| Gran Trofeo Valencia                      | Real Club Náutico de Valencia                    | Víctor Pérez Campos y Luca Rosa Bruggioni                        |
| Circuito Canario - Tenerife               | Real Club Náutico de Tenerife                    | Gustavo del Castillo Palop y Rafael del Castillo Palop           |
| Memorial Cholo Armada                     | Real Club Náutico de Vigo                        | Roberto Bermúdez de Castro Rey y Pablo Mijares Grobas            |
| Trofeo Las Anclas                         | Escuela Naval Militar                            | Juan Deben Tiscar y Rafael Del Castillo Palop                    |
| Trofeo Paco Ibáñez                        | Real Club Náutico de Puerto de Pollensa          | Víctor Pérez Campos y Luca Rosa Bruggioni                        |
| Campeonato de Canarias                    | Real Club Náutico de Arrecife                    | Gustavo del Castillo Palop y Rafael del Castillo Palop           |
| Trofeo San Isidro                         | Real Club Náutico de Madrid                      | Víctor Pérez Campos y Andre Rosa Bruggioni                       |
| Memorial Rafael Sanz                      | Real Club Marítimo de Santander                  | Víctor Pérez Campos y Luca Rosa Bruggioni                        |
| Campeonato de Baleares                    | Club Marítimo de Mahón                           | Jordi Triay y Lluis Mas Barceló                                  |
| Memorial Carlos del Castillo              | Real Club Astur de Regatas                       | Fabio Bruggioni y Andre Rosa Bruggioni                           |
| Trofeo Melilla Ciudad del Deporte         | Real Club Marítimo de Melilla                    | Alexandre Tinoco do Amaral y Alba Muñoz Revilla                  |
| Trofeo Aniversario                        | Real Club Náutico de Cádiz                       | Gustavo del Castillo Palop y Rafael del Castillo Palop           |
| Trofeo Armada Española                    | Real Club de Regatas de Santiago de la Ribera    | Francisco Sánchez Ferrer y Marina Sánchez Ferrer                 |
| 2024                                      |                                                  |                                                                  |
| Campeonato de España                      | Real Club Marítimo de Santander                  | Alfredo González González y Cristian Sánchez Barreto             |
| Copa de España                            | Real Club Mediterráneo                           | Leonardo Domingo Armas Lasso y Miguel Bethencourt Fuentes        |
| Copa de Canarias                          | Real Club Náutico de Tenerife                    | Fernando León Boissier y Antonio del Castillo-Olivares Navarro   |
| Semana Olímpica de Valencia               | Real Club Náutico de Valencia                    | Martín Bermúdez de la Puente Gallego y Ángela Pumariega Menéndez |
| The Oseberg Challenge                     | Real Club Náutico de Motril                      | Víctor Pérez Campos y Luca Rosa Bruggioni                        |
| Trofeo Naviera Armas & Trasmediterránea   | Real Club Náutico de Arrecife                    | Aureliano Negrín y David Martín Pérez                            |
| Trofeo Las Anclas                         | Escuela Naval Militar                            | Martín Bermúdez de la Puente Gallego y Ángela Pumariega Menéndez |
| Campeonato de Canarias                    | Real Club Náutico de Gran Canaria                | Gustavo del Castillo Palop y Rafael del Castillo Palop           |
| Trofeo San Isidro                         | Real Club Náutico de Madrid                      | Víctor Pérez Campos y Andre Rosa Bruggioni                       |
| Memorial Carlos del Castillo              | Real Club Astur de Regatas                       | Martín Bermúdez de la Puente Gallego y Ángela Pumariega Menéndez |
| Trofeo Melilla Ciudad del Deporte         | Real Club Marítimo de Melilla                    | Jordi Triay Pons y Martín Fresneda Gázquez                       |
| Trofeo Armada Española                    | Real Club de Regatas de Santiago de la Ribera    | Manu Hens y Alexandre Tinoco do Amaral                           |
| 2025                                      |                                                  |                                                                  |
| Campeonato de España                      | Real Club Marítimo de Melilla                    | Manu Hens y Alexandre Tinoco do Amaral                           |
| Copa de España                            | Real Club Náutico de Torrevieja                  |                                                                  |
| The Oseberg Challenge                     | Real Club Náutico de Motril                      | Juan Manuel Barrionuevo Vallejo y Nuria Sánchez Nomdedeu         |
| Trofeo Villa de Ares                      | Club Náutico Ría de Ares                         | Roberto Bermúdez de Castro Rey y José Ramón Pardo Galdo          |
| Trofeo San Isidro                         | Real Club Náutico de Madrid                      | Martín Bermúdez de la Puente Gallego y Beatriz Díaz Norris       |
| Memorial Rafael Sanz                      | Real Club Marítimo de Santander                  | Martín Bermúdez de la Puente Gallego y Beatriz Díaz Norris       |
| Memorial Carlos del Castillo              | Real Club Astur de Regatas                       | Francisco Silvela Landín y Jorge Campos Pertegaz                 |
| Trofeo Armada Española                    | Real Club de Regatas de Santiago de la Ribera    |                                                                  |